# Saison 1 de Power Book IV: Force
 (mai 2024).
Si vous disposez d'ouvrages ou d'articles de référence ou si vous connaissez des sites web de qualité traitant du thème abordé ici, merci de compléter l'article en donnant les références utiles à sa vérifiabilité et en les liant à la section « Notes et références ».
Chronologie
Saison 2
Cet article présente les épisodes de la première saison de la série télévisée américaine Power Book IV: Force.

## Généralités
- Aux États-Unis, cette saison a été diffusée du 6 février au 17 avril 2022 sur Starz.

## Synopsis
Tommy Egan a coupé tout lien avec son passé et quitté New York pour de bon. Après avoir perdu Ghost, LaKeisha et la seule ville qu’il ait jamais connue, Tommy décide de faire un petit détour pour guérir une vieille blessure qui le hante depuis des décennies. Alors qu’il pensait régler ses problèmes rapidement, son détour se transforme en un labyrinthe de secrets et de mensonges de famille que Tommy pensait enterrés depuis longtemps. Il va rapidement faire sa place entre les deux gangs qui contrôlent le trafic de drogues de Chicago. Dans une ville ethniquement divisée, Tommy est à la frontière. Il peut décider d’unir les gangs ou de les faire s’entre-tuer. Tommy va profiter de son statut d’outsider, brisant toutes les règles et les réécrivant à son avantage pour devenir le plus grand dealer de Chicago.

## Distribution

### Acteurs principaux
- Joseph Sikora (VFB : Simon Duprez) : Thomas Patrick « Tommy » Egan
- Lili Simmons : Claudia Flynn
- Shane Harper : Victor « Vic » Flynn
- Gabrielle Ryan : Gloria
- Anthony Fleming III (VFB : Claudio Dos Santos) : JP Gibbs
- Lucien Cambric : Darnell « D-Mac » McDowell
- Isaac Keys : Diamond Sampson
- Kris D. Lofton : Jenard Sampson
- Tommy Flanagan : Walter Flynn

### Acteurs récurrents
- Audrey Esparza : Liliana
- Guy Van Swearingen : Paulie
- Konstantin Lavysh : Rodovan Mirkovic
- Jeremih : Elijah
- Mirelly Taylor : Mme Soto
- Paulina Nguyen : Mai Liet
- Barton Fitzpatrick : Blaxton
- Phil Donlon : Simon McDougal
- Chanell Bell : Lauryn Williams
- Debo Balogun : Seamus Bennigan
- Ahmad Nicholas Ferguson : Marshall Cranon
- Blythe Howard : Adrienne

### Invités
- Patricia Kalember (VFB : Véronique Biefnot) : Kate Egan
- Miriam A. Hyman : Stacy Marks
- Paton Ashbrook : Jenny Sullivan
- Greg Serano : Juan Julio Medina
- Monique Gabriela Curnen : Blanca Rodriguez

## Liste des épisodes

### Épisode 1:Je m'énerve vite et je n'oublie rien
- États-Unis : 6 février 2022 sur Starz

### Épisode 2:Le Roi du pétrole
- États-Unis : 13 février 2022 sur Starz

### Épisode 3:Incendiaire
- États-Unis : 20 février 2022 sur Starz

### Épisode 4:Nuages d'orage
- États-Unis : 27 février 2022 sur Starz

### Épisode 5:Ramène-moi
- États-Unis : 6 mars 2022 sur Starz

### Épisode 6:C'est ce que nous sommes
- États-Unis : 13 mars 2022 sur Starz

### Épisode 7:Fuir un fantôme
- États-Unis : 20 mars 2022 sur Starz

### Épisode 8:Il est pas lourd
- États-Unis : 27 mars 2022 sur Starz

- Patricia Kalember : Kate Egan

### Épisode 9:Confiance
- États-Unis : 10 avril 2022 sur Starz

### Épisode 10:Affaire de famille
- États-Unis : 17 avril 2022 sur Starz

- Patricia Kalember : Kate Egan
- Miriam A. Hyman : Stacy Marks
- Paton Ashbrook : Jenny Sullivan
- Greg Serano : Juan Julio Medina
- Monique Gabriela Curnen : Blanca Rodriguez